# گارگور
گارگور (به لاتین: Għargħur) یک منطقهٔ مسکونی در مالت است که در منطقه شمالی مالت واقع شده‌است. گارگور ۲ کیلومتر مربع مساحت و ۲٬۸۵۷ نفر جمعیت دارد.